# Detective Conan: Magician of the Silver Sky
Detective Conan: Magician of the Silver Sky (jap. 名探偵コナン 銀翼の奇術師 Meitantei Konan: Gin'yoku no majishan) – japoński film anime wyprodukowany w 2004 roku, ósmy film z serii Detektyw Conan. Piosenką przewodnią filmu była Dream X Dream śpiewana przez Rinę Aiuchi.
Film miał swoją premierę 17 kwietnia 2004 roku w Japonii przynosząc łączny dochód 2,8 mld ¥.

## Fabuła
Aktorka teatralna, Julie, chce wykorzystać swój klejnot Star Sapphire w jej nadchodzącej sztuce i prosi o pomoc Kogorō Mōri w ochronieniu klejnotu przed Kaitō Kidem. W dniu kradzieży Kid pojawia się w teatrze w przebraniu Shinichiego Kudō, ale kończy uciekając bez klejnotu. Aby im podziękować za pomoc Julie zaprasza Kogorō i całą resztę do Hakodate, i wszyscy wchodzą na pokład samolotu, aby się tam dostać. Na miejscu okazuje się, że w samolocie znajdują się także jeden z aktorów – Shinji, który miał być gdzie indziej i matką Ran – Eri Kisaki. Po wystartowaniu samolotu Julie jest w fizycznym kontakcie z większością zaproszonych osób, co czyni ich wszystkich podejrzanymi, gdy umiera po zjedzeniu kawałka czekolady, która jak się później okazuje była zatruta przez jej makijażystkę Natsuki.
Piloci samolotu także zostają zatruci i nie będąc w stanie dalej pilotować maszyny ster przejmuje Shinji, który na swojego pomocnika wyznacza Conana. Chłopiec domyśla się, że jest on Kaitō Kidem, ponieważ takie zachowanie w podobnej sytuacji zupełnie nie jest logiczne. Burza i pożar na lotnisku wywołany nieudaną próbą lądowania uniemożliwiają skuteczne wylądowanie, a w dodatku kończy się im paliwo. Conan znajduje stabilny obszar, na którym mogą bezpiecznie wylądować. Ran i Sonoko ostatecznie przejmują pilotowanie samolotu, podczas gdy Kid ucieka skacząc z samolotu. Okazuje się, że Kid zwabił wozy policyjne i dzięki ich światłom skierował samolot do lądowania.

## Obsada
- Minami Takayama jako Conan Edogawa
- Kappei Yamaguchi jako Shinichi Kudō i Kaitō Kid
- Wakana Yamazaki jako Ran Mōri
- Akira Kamiya jako Kogorō Mōri
- Unshō Ishizuka jako Ginzō Nakamori
- Megumi Hayashibara jako Ai Haibara
- Yukiko Iwai jako Ayumi Yoshida
- Wataru Takagi jako Genta Kojima
- Ikue Ōtani jako Mitsuhiko Tsuburaya
- Ken’ichi Ogata jako Dr Hiroshi Agasa
- Naoko Matsui jako Sonoko Suzuki
- Chafūrin jako Inspektor Jūzō Megure
- Kaneto Shiozawa jako Inspektor Ninzaburō Shiratori
- Wataru Takagi jako Wataru Takagi
- Gara Takashima jako Eri Kisaki